# Bintsuke
Bintsuke-abura (jap. 鬢付け油 ‚Schläfenhaar-Öl‘) bzw. kurz Bintsuke (鬢付[け]) ist eine japanische Pomade, die hauptsächlich aus Wachs und gehärtetem Kamillenöl besteht. Einfachere Qualitäten verwenden stattdessen das billigere Rapsöl. Die geruchlose Mischung wird bei der Herstellung parfümiert, sodass sie einen charakteristischen, süßlichen Duft erhält.
Bintsuke ist in Dosen oder in Riegelform mit verschiedenen Konsistenzen erhältlich. Es wird durch die Körperwärme in den Händen geschmolzen und verleiht dem Haar Halt und starken Glanz. Heute findet es nur noch zum Formen traditioneller Frisuren und Perücken, sowie als Grundierung für Oshiroi-Puder, im Kabuki-Theater, bei den Geisha und im Sumō Verwendung.